# Fehrenholz
Fehrenholz (dänisch: Færgeskov, auch Færensholt) ist der Name einer Häusergruppe und eines Waldes an der Grenze zwischen den Gemeinden Haselberg und Kronsgaard im östlichen Angeln im Kreis Schleswig-Flensburg, Schleswig-Holstein. In der dänischen Zeit gehörte der Wald unter das Kirchspiel Gelting (Gelting Sogn) innerhalb der Kappeler Harde. Der Wald ist etwa 19 ha groß und als klassischer Bauernwald mit gut erhaltenem Niederwaldbereich und mit unterschiedlichsten Waldtypen zu charakterisieren. Es gibt viele Altbäume mit teilweise auffallend bizarrem Wuchs.
Der Name Fehrenholz ist erstmals 1834 schriftlich dokumentiert und geht auf dän. Færnæs als Landspitze (-næs) für eine Überfahrtsstelle zurück. Entsprechend findet sich im Dänischen auch der Name Færgeskov, etwa Fährwald. Das Suffix -holz geht auf ndt. und dän. holt für Gehölz zurück. Der Wald mitsamt einem Gebäude gehörte früher zum wenige km südlich gelegenen Gut Oehe. Das Gebiet ist inzwischen als FFH-Gebiet Fehrenholz als NATURA-2000-Schutzgebiet ausgewiesen.